# Jonas Renkse
Jonas Renkse (19 maggio 1975) è un cantante, batterista e bassista svedese, fondatore e unico membro originale dei Katatonia.

## Biografia
Renkse ha iniziato l'attività musicale nei primi anni novanta fondando i Katatonia inisme al chitarrista Anders Nyström. Fino al 1998 Renkse è stato anche il batterista del gruppo.
Nel corso della sua carriera è stato anche un membro degli October Tide nonché il bassista del gruppo death metal Bloodbath. All'inizio della sua carriera utilizzava gli pseudonimi Lord Seth e Lord J. Renkse.
I suoi testi trattano spesso temi molto scuri come l'isolamento e la generale incompatibilità con la società e le convenzioni umane.

## Discografia

### Da solista
- 2013 – Wisdom of Crowds (con Bruce Soord)

### Con i Katatonia
- 1993 – Dance of December Souls
- 1996 – Brave Murder Day
- 1998 – Discouraged Ones
- 1999 – Tonight's Decision
- 2001 – Last Fair Deal Gone Down
- 2003 – Viva Emptiness
- 2006 – The Great Cold Distance
- 2009 – Night Is the New Day
- 2012 – Dead End Kings
- 2016 – The Fall of Hearts
- 2020 – City Burials
- 2023 – Sky Void of Stars
- 2025 – Nightmares as Extensions of the Waking State

### Con i Bloodbath
- 2002 – Resurrection Through Carnage
- 2004 – Nightmares Made Flesh
- 2008 – The Fathomless Mastery
- 2014 – Grand Morbid Funeral
- 2018 – The Arrow of Satan Is Drawn
- 2022 – Survival of the Sickest

### Con gli October Tide
- 1997 – Rain Without End
- 1999 – Grey Dawn

### Collaborazioni
- 2008 – Ayreon – 01011001
- 2009 – Long Distance Calling – The Nearing Grave (da Avoid the Light)
- 2017 – Ayreon – Ayreon Universe: Best of Ayreon Live
- 2018 – The Ocean – Devonian: Nascent (da Phanerozoic I: Palaeozoic)
- 2020 – The Ocean – Jurassic / Cretaceous (da Phanerozoic II: Mesozoic / Cenozoic)
- 2021 – Silver Lake by Esa Holopainen – Sentiment e Apprentice (da Silver Lake by Esa Holopainen)